# 圣马力诺护照
聖馬力諾護照，是聖馬力諾政府發行給該國公民的國際旅行證件。

## 申請
聖馬利諾護照的申請需攜帶以下文件向聖馬力諾護照辦公室（如果是居住在海外的公民，則向聖馬力諾外交使團）提出申請：
填妥的護照申請表、出生證明、公民身分證明、居住證明（或相關的自我證明表格）

犯罪記錄證明、未決訴訟證明和完全民事行為能力證明（由法院簽發，無需繳納印花稅）
兩張照片，其中一張由生命統計登記官認證（在這種情況下也可以使用自我認證表格）
一般來說，護照申請的處理時間為 15 天。14歲以上申請人的申請費為100歐元，3-14歲申請人的申請費為50歐元，3歲以下申請人的申請費為30歐元。